# Katarina Frostenson

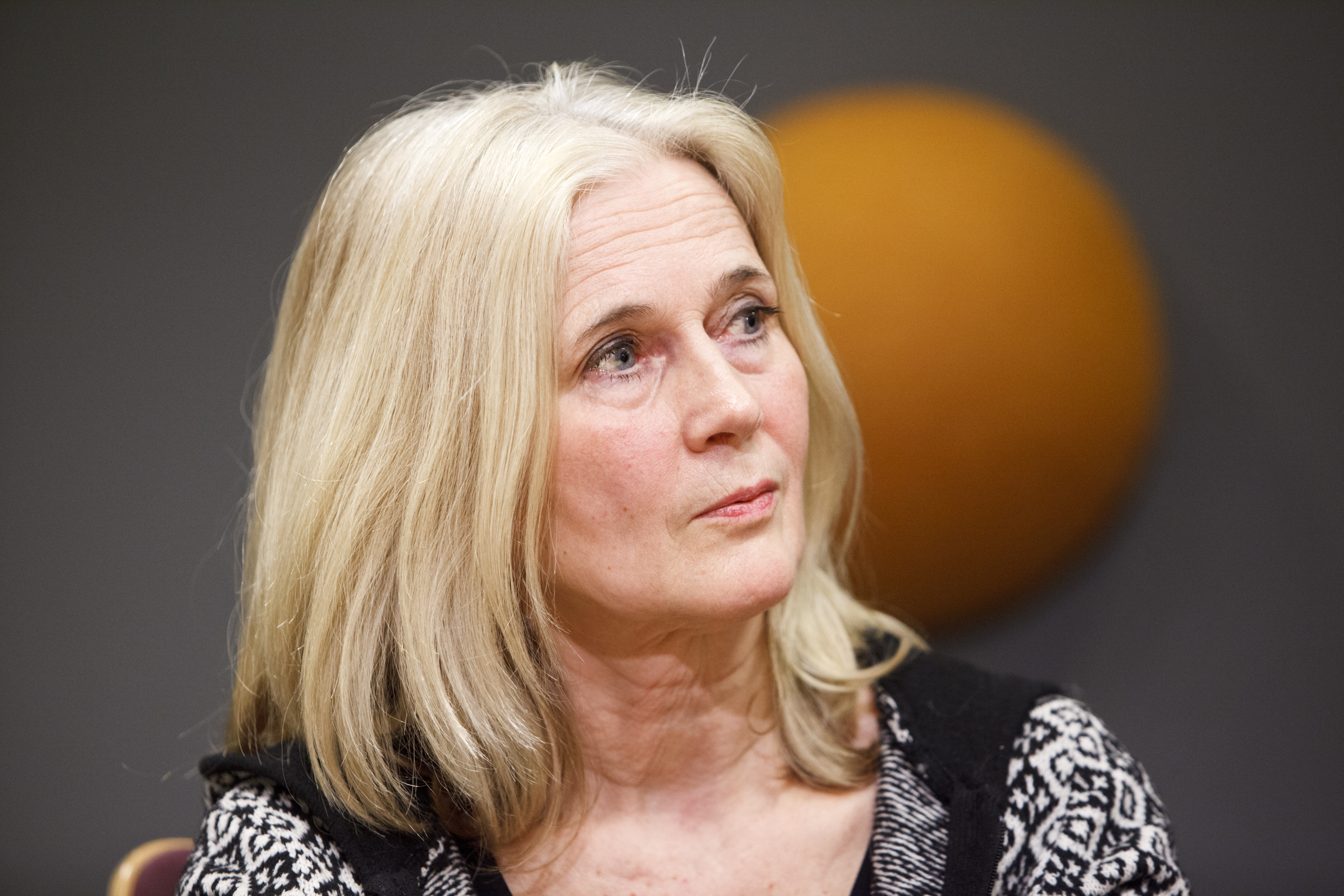
Katarina Frostenson (2012)

Katarina Frostenson (* 5. März 1953 in Stockholm) ist eine schwedische Dichterin und Schriftstellerin.

## Leben
Frostenson studierte Literatur-, Film- und Theaterwissenschaften in Stockholm und debütierte 1978 mit der Gedichtsammlung I mellan. Sie ist Verfasserin von Lyrik, Dramatik und Prosa sowie als Übersetzerin aus dem Französischen tätig. 1992 wurde sie als fünfte Frau überhaupt zum Mitglied der Schwedischen Akademie gewählt, die über die Vergabe des Literaturnobelpreises entscheidet, und damit Nachfolgerin von Artur Lundkvist auf Sitz 18.
Als Dramatikerin debütierte sie 1990 mit vier Monodramen für die Bühne, die in Theater und Radio aufgeführt wurden. Zwei Schauspiele sind im Königlichen Dramatischen Theater gezeigt worden. 2002 wurde Kristallvägen im Stockholmer Jüdischen Theater dargeboten. Zu Sven-David Sandströms Oper Staden, die 1998 in der Königlichen Oper aufgeführt wurde, schrieb sie das Libretto.
Zusammen mit ihrem Mann Jean-Claude Arnault, einem französisch-schwedischen Fotografen, betrieb sie in Stockholm ein Kulturforum, in dem Literaturabende und interkulturelle Veranstaltungen organisiert wurden. Das Forum wurde Ende 2017 geschlossen, als ihr Ehemann sexueller Belästigungen und Übergriffe beschuldigt wurde. Für das Forum soll er Akademie-Gelder angenommen haben, über die Frostenson mitentschieden habe. Außerdem soll er vor der offiziellen Bekanntgabe von Literaturnobelpreisträgern in sieben Fällen deren Namen bereits ausgeplaudert haben. Die Zeitung Dagens Nyheter nannte aus Anwaltspapieren die Namen Wisława Szymborska, Elfriede Jelinek, Harold Pinter, Jean-Marie Gustave Le Clézio, Patrick Modiano, Svetlana Alexijewitsch und Bob Dylan. Daraufhin sollte Frostenson aus der Akademie ausgeschlossen werden, eine Abstimmung darüber fand keine Mehrheit.
Am 12. April 2018 erklärte sie, wie auch die Ständige Sekretärin Sara Danius, ihren Rückzug von der aktiven Arbeit für die Schwedische Akademie. Formell blieben beide jedoch weiterhin Mitglied. Am 18. Januar 2019 gab die Akademie bekannt, dass man sich mit Frostenson auf einen Vergleich geeinigt habe, dem zufolge sie die Akademie verlässt, aber weiterhin finanzielle Zuwendungen erhält. Sie bekommt 12.875 schwedische Kronen (rund 1250 Euro) als monatliche Entschädigung sowie eine Unterstützung für die Wohnung, die sie von der Akademie gemietet hat.
Im Mai 2019 veröffentlichte Frostenson eine Art Tagebuch unter dem Titel K, in dem sie sich mit den Vorwürfen gegen ihren Mann und die Nachwirkungen der Anschuldigungen bis zum Exil des Paares in Paris auseinandersetzt. Sie stilisiert sich und ihren Mann als Opfer einer Verschwörung. Trotz der Verurteilung ihres Manns zu einer Haftstrafe wegen Vergewaltigung in zwei Fällen wirft sie den 18 Frauen, die ihn beschuldigten, „groteske Übertreibungen, Lügen und Verleumdungen“ vor. Das Buch wurde von der schwedischen Presse heftig kritisiert; auch die Süddeutsche Zeitung nannte es ein „selten dummes, verblendetes Werk“, es sei „eines der traurigsten Bücher, die der Kulturbetrieb je hervorbrachte“.

## Werke
In deutscher Sprache sind bisher erschienen:
- Die in den Landschaften verschwunden sind. Gedichte. Hanser, 1999, ISBN 3-446-19685-4.
- Sprache und Regen : Gedichte. Übersetzung Verena Reichel; Nachwort Monika Rinck. Edition Lyrik Kabinett bei Hanser, München, 2016. ISBN 978-3-446-25048-2

## Preise und Auszeichnungen
Für ihre literarische Tätigkeit erhielt Frostenson den
- Gerard Bonniers lyrikpris 1988
- Großer Preis des Samfundet De Nio (1989)
- Bellman-Preis (1994)
- Lyrikpreis des Schwedischen Radios (1996)
- Erik-Lindegren-Preis (2004)
- Ferlin-Preis (2004)
- Ekelöf-Preis (2007)
- Litteris et Artibus (2007)[13]
- Literaturpreis des Nordischen Rates für Sånger och formler (2016)